# 小笠原信胤
小笠原 信胤（おがさわら のぶたね）は、越前勝山藩の第4代藩主。信嶺系小笠原家6代。
正徳5年（1715年）12月18日、伊勢神戸藩の初代藩主・本多忠統の次男として生まれる。享保15年（1730年）に第3代藩主・小笠原信成の末期養子となり、信成が間もなく死去したため家督を継いだ。享保16年（1731年）2月26日に元服する。
しかし大坂加番に任じられたことによる出費、若年のために家中で主導権をめぐっての内紛が起こるなどの混乱続きの中、藩政を顧みることもできずに寛保元年（1741年）からは病気に倒れ、延享2年（1745年）6月29日に死去した。享年31。
男子が無かったため、第2代藩主・信辰の子である信房が養子として跡を継いだ。

## 系譜

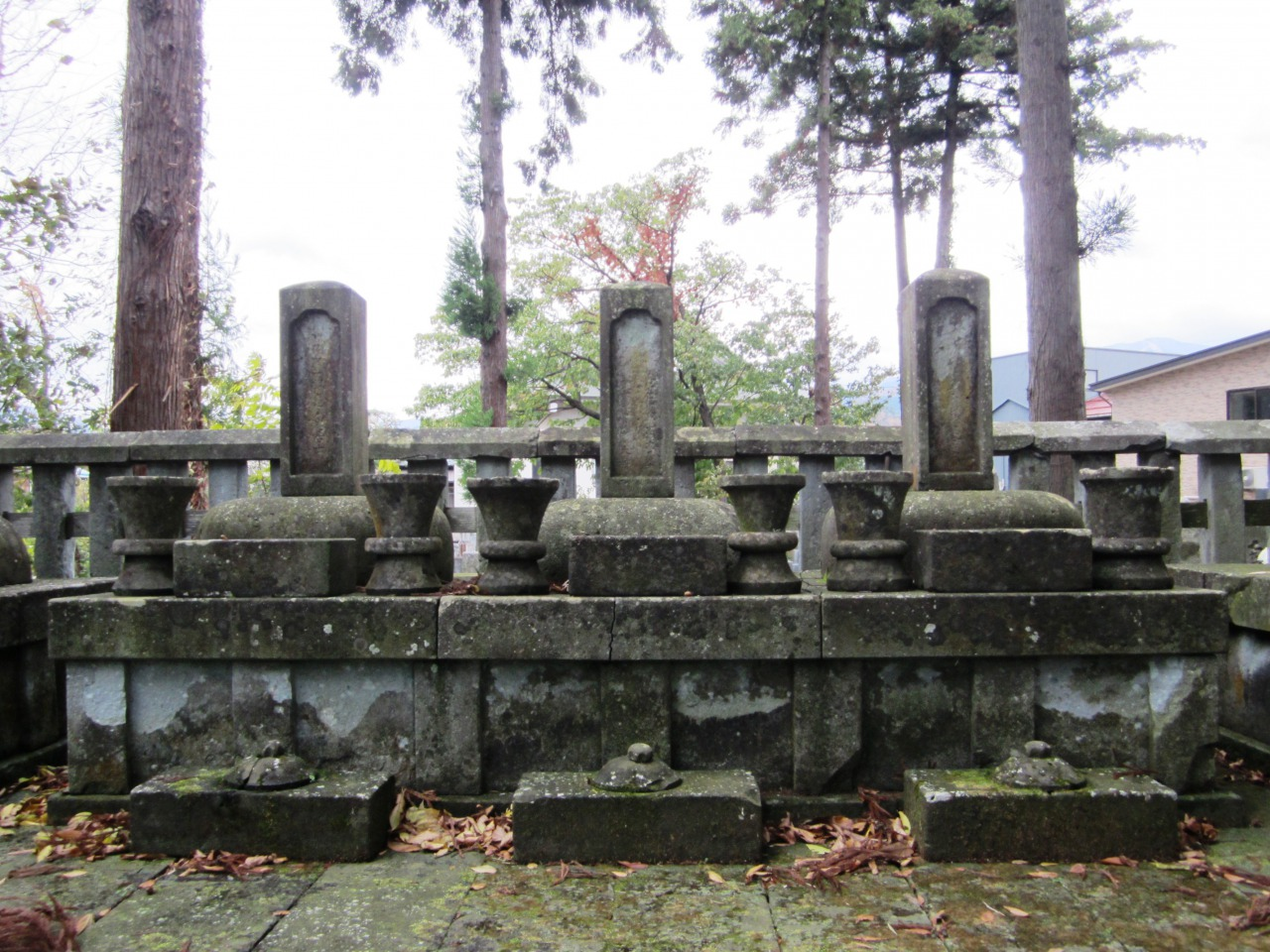
開善寺の墓（右）。左は信辰、中央は信成の墓。

父母
- 本多忠統（実父）
- 小笠原信成（養父）

正室
- 久姫 ー 永井直陳の娘

子女
- 高木篤貞室

養子
- 小笠原信房 ー 小笠原信辰の長男